# Callicebus pallescens
Callicebus pallescens là một loài động vật có vú trong họ Pitheciidae, bộ Linh trưởng. Loài này được Thomas mô tả năm 1907.